# 一橋大学
一橋大学（ひとつばしだいがく、英語: Hitotsubashi University）は、東京都国立市に本部を置く日本の国立大学。略称は一橋（ひとつばし）。
1875年創設、1920年大学設置。前身は東京商科大学（とうきょうしょうかだいがく、英語: Tokyo University of Commerce）。戦前の旧制時代からの歴史を持つ旧官立大学の一校であり、指定国立大学法人に指定されている。
英QS世界大学ランキングによると、医学や理工学部がある総合大学が上位を占める中で商学などに特化した一橋大学は世界で539位に位置している。

## 概説

### 大学全体

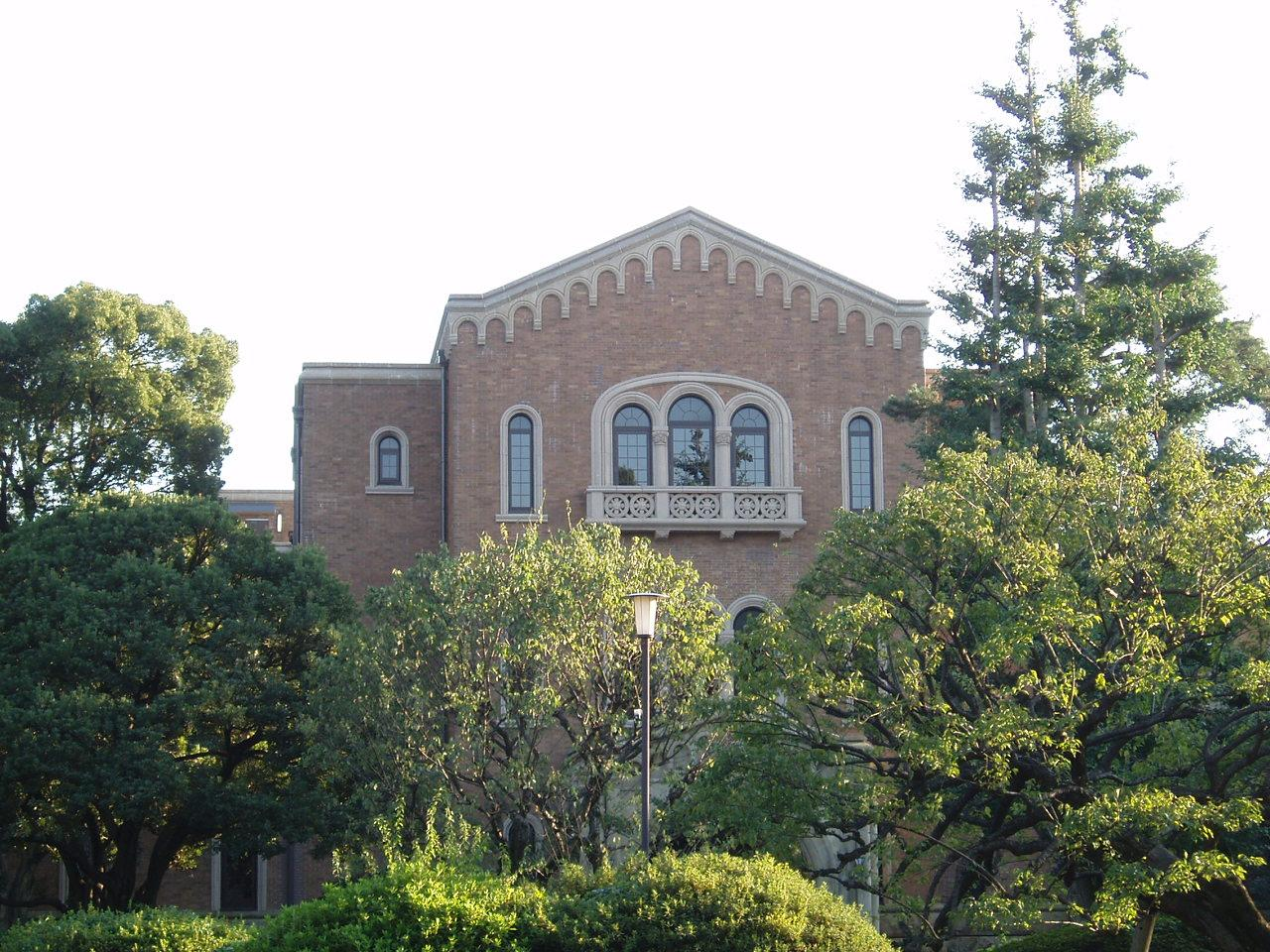
国立キャンパス本館

一橋大学は森有礼が福澤諭吉と渋沢栄一の援助を得て、1875年（明治8年）に開いた商法講習所を源流とする日本で最も古い社会科学系の大学である。第二次世界大戦前には商学専門の官立大学（旧制東京商科大学）として開設されていた。森有礼は、幕末期にロンドン大学に学び、のち初代米国代理公使としてワシントンに滞在した。英米両国では実業家が官僚や政治家に劣らず活動していること、国家独立の基礎は経済の富強にあって、そのためには経済人の育成が急務だと痛感したこと、それらが一橋大学の学校設立の端緒となっている。

### 建学の精神（校訓、理念、学是）
沿革から、産業界の指導者を育成するという建学理念を持つ。19世紀イギリスの論客トーマス・カーライルの著作『過去と現在』から採られた言葉「キャプテンズ・オブ・インダストリー」という言葉は一橋大学における事実上の校是となっている。

### 教育および研究
少人数教育
一橋大学では少人数教育を重視している。
全学部の入学定員の合計は1学年950人強。1875年開設以来の卒業生の数は7万人程度と比較的少ない。
現在でも、あまり規模が大きくない大学であるが、1980年以前頃までは、さらに少ない学生数であった。戦前の学生数は大学本科1学年280名前後、大学予科1学年200名前後、付属専門部1学年200名前後、商業教員養成所1学年35名前後であり、大学本科全体で合わせて700人から1,000人程度、学園全体で2,400人程度であった。
戦後は付属大学予科や付属専門部を吸収して拡張し、1学年440名（1959年）から490名（1963年）程度に増加した。他の国立大学文系学部と同様に団塊世代が大学に進学する1965年以降大幅に定員が増え、現在では学部生1学年約950人程度となっている。
ゼミナール
少人数教育における特色としては、特に必修のゼミナール制度が挙げられる。このゼミナール制度はベビーブームの時代にも教員一人に対して10人前後の学生という形態を変更しなかった。現在も10人前後でのゼミが行われている。
またこのゼミナールでは、学問だけでなく全人格的指導を行っているのも特徴であるとされる。学生は3, 4学年の2年間を通じて、同じゼミに所属することとなる。課外でのレクリエーション、ゼミ合宿、卒業後の定期的な会合などが行われるゼミも多い。
学部間の壁が薄い
戦前は東京商科大学という単科大学であったこともあって、学部間の壁があまりない。そのため一般の授業については、他学部の科目を原則自由に履修することができる。さらに他学部の専攻を副専攻とすることができる副専攻プログラムや、他学部への転学部制度もある。
ゼミナールについても、副ゼミナール制度などを利用することにより、他学部のゼミを履修することができる。
また学部によって、使用される建物が違うということもなく、使用されるシラバス・時間割も全学部共通のものである。1年次の語学のクラスも全学部の学生により構成され、他学部の学生と交流する機会も多い。
国際色ある教育
戦前から外国人教師を任用するなど国際色ある教育が伝統で、現在500名を超える留学生が在籍しており、文部科学省の大学国際戦略本部強化事業にも採択されている。
大学に在学しながら、海外の大学に留学し、その際授業料・旅費・生活費が全額給付されるという一橋大学海外留学奨学金制度もある。また授業の一環として夏休み等に海外の大学に語学留学する講義も開講されている。

### 学風および特色
官学化に反する学風
産業界の指導者を育成するという建学理念があり、そして実際にも卒業生の多くが産業界で活躍し、従来官界、法曹界に進むものは多くはなかった。また1909年には東京帝国大学に統合し、東京帝国大学法科大学商科とすると決定した文部省に対し、学生、教員、同窓会が抗議、緒方竹虎、武井大助らがリーダーとなり学生が総退学決議をなし、これに折れた文部省が決定を撤回し、その結果、現在も一橋大学が存続しているという経緯がある。そこで、卒業生は「官僚等の養成を目的に設立された旧帝国大学とは違う」という考え方を持っている。ただ、現在では法曹界や官界に進む卒業生も増えてきている。特に法科大学院ができてからは大学の公式のプログラムにより法曹養成が行われており、公共政策大学院も設置されている｡
学生の自由を重んじる
現在の大学の名称が学生の投票により決められ、また学長選において学生の投票を最後まで認めていた大学であるという事実等から関係者は「学生の自由を重んじる校風をもっている」と考えており、現在でも学長選・副学長選では学生による参考投票が行われている。

## 歴史

### 年表
- 1875年 - 森有礼が東京府東京市京橋区尾張町（戦後は銀座の一部。5・6丁目）に私塾『商法講習所』を開設。初代所長は矢野二郎。
- 1884年 - 農商務省の直轄となり『東京商業學校』に改称。
- 1885年 - 文部省の直轄となる。東京外國語學校と合併して同校の所在地である神田一ツ橋に移転。
- 1886年 - 外国語コース（東京外国語学校）廃止。
- 1887年 - 『髙等商業學校』に改組。
- 1897年 - 髙等商業學校附属外國語學校を設置（4月）。専攻部を設置（9月）。
- 1899年 - 髙等商業學校附属外國語學校を『東京外國語學校』として分離（現：東京外国語大学）。
- 1902年 - 神戸髙等商業學校（現：神戸大学）の設置に伴い『東京髙等商業學校』に改称。
- 1909年 - 専攻部廃止の文部省令に対し全学生・同窓会が抗議、学生総退学決議（申酉事件）。
- 1912年 - 文部省令により専攻部存続となる。
- 1920年 - 大学令による『東京商科大學』に昇格。
- 1927年 - 関東大震災の被災で校舎が倒壊。谷保村（現：国立市）と小平村（現：小平市）に移転。
- 1931年 - 文部省の予科および専門部廃止案を受け教授会が反対決議、学生は籠城闘争を決行（申酉事件）。
- 1944年 - 文部省の指導により『東京產業大學』へ改称。
- 1947年 - 名称を『東京商科大學』へ戻す。
- 1949年 - 学制改革に伴い、新制大学へ移行。新制大学移行に伴い、名称を学生の投票によって旧所在地に因んで『一橋大学』と改称。商学部、経済学部、法学社会学部を設置。
- 1951年 - 法学社会学部を法学部と社会学部に分離。
- 1996年 - 大学院言語社会研究科を設置。
- 1997年 - 商学部附属産業経営研究所を学内協同教育研究施設としてイノベーション研究センターに改組。
- 1998年 - 経済学研究科を大学院重点化。国際企業戦略研究科を設置。
- 1999年 - 法学研究科を大学院重点化。
- 2000年 - 商学研究科および社会学研究科を大学院重点化。全部局の大学院重点化が完了。
- 2004年 - 法学研究科法務専攻（法科大学院）開設。
- 2005年 - 大学院国際・公共政策研究部および国際・公共政策教育部（国際・公共政策大学院）開設。
- 2018年 - 商学研究科と国際企業戦略研究科を統合し経営管理研究科を設立。
- 2019年 - 文部科学大臣により指定国立大学法人に指定[19]。

- 2021年 - アメリカのAACSBで、日本の国公立大学で初めて国際認証を取得[20]。
- 2023年 - 5番目の学部となるソーシャル・データサイエンス学部・研究科を設置[21]。

## 基礎データ

### 所在地
- 国立キャンパス（東京都国立市中2-1）
- 千代田キャンパス（東京都千代田区一ツ橋2-1-2 学術総合センター）
- 小平国際キャンパス（東京都小平市学園西町1-29-1）

## 教育及び研究

### 組織

#### 学部
- 商学部（入学定員：275名[22]）
  - 経営学科[注釈 3]
  - 商学科[注釈 4]
注：3年時に各学科に分属
- 経済学部（入学定員：275名[22]）
  - 経済学科[注釈 5]
- 法学部（入学定員：170名[22]）
  - 法律学科[注釈 6]
    - 法学コース
    - 国際関係コース
注：3年進級時にコース選択
    - 法曹コース（2020年4月新設）[23]
- 社会学部（入学定員：235名[22]）
  - 社会学科[注釈 7]
- ソーシャル・データサイエンス学部（入学定員：60名）
  - ソーシャル・データサイエンス学科[24]

#### 研究科
以下、特記していない専攻は博士課程（修士課程、博士後期課程）である。
- 経営管理研究科
  - 経営管理専攻
    - 経営分析プログラム (MBA)
    - 経営管理プログラム (MBA)
    - 経営管理プログラム（ホスピタリティ）(MBA)
    - 金融戦略・経営財務プログラム (MBA)

  - 国際企業戦略専攻
    - MBAプログラム
    - EMBAプログラム
- 経済学研究科
各専攻の修士課程は研究者養成コースと専修コースからなる。専修コースには、専門職業人養成プログラムとして、「公共政策」、「統計・ファイナンス」、「地域研究」の3プログラムがある[25]
  - 経済理論・経済統計専攻[注釈 8]
  - 応用経済専攻[注釈 9]
  - 経済史・地域経済専攻[注釈 10]
  - 比較経済・地域開発専攻[注釈 11]
- 法学研究科
  - 法学・国際関係専攻[注釈 12]
博士後期課程に「研究者養成コース」と「応用研究コース」が置かれている[26]
  - 法務専攻[注釈 13]（専門職学位課程、法科大学院）
修了者の司法試験合格率は高く、2018年現在、修了生の累積合格率は全国1位であり、文部科学省の加算プログラムでも、第一類型とされた。個別年では、2006年、2008年、2009年、2011年、2015年などに、全国1位の合格率を記録している[27]
  - 法務専攻法曹コース、法学部法律学科法曹コース（2020年4月新設）に伴い法学部・法科大学院一貫型教育選抜制度を設立、法科大学院入学試験（法律科目論文式試験）は免除される[23]
- 社会学研究科
  - 総合社会科学専攻[注釈 14]
  - 地球社会研究専攻[注釈 15]
- 言語社会研究科
  - 言語社会専攻[注釈 16]
    - 第1部門（言語社会部門）
    - 第2部門（日本語・日本文化部門） - 日本語教育学位取得プログラム
- 国際・公共政策教育部（専門職学位課程、国際・公共政策大学院）
  - 国際・公共政策専攻[注釈 17]
    - 国際・行政コース
      - 公共法政プログラム
      - グローバル・ガバナンス・プログラム

    - 公共経済コース
      - 公共経済プログラム
      - アジア公共政策プログラム
- ソーシャル・データサイエンス研究科
  - ソーシャル・データサイエンス専攻

#### 附属機関
- 経済研究所[注釈 18]
  - 社会科学統計情報研究センター
  - 経済制度研究センター
  - 世代間問題研究機構
  - 経済社会リスク研究機構
- 附属図書館
- 研究機構
  - 東アジア政策研究センター
- 産学官連携推進本部
- 社会科学高等研究院
- 情報化統括本部
  - 情報基盤センター
- 国際化推進本部
  - 国際化推進室
  - 中国交流センター
- 学内共同教育研究施設
  - 大学教育研究開発センター
  - 情報基盤センター（再掲）
  - 国際教育センター
  - 国際共同研究センター
  - 社会科学古典資料センター
  - 森有礼高等教育国際流動化センター
- 保健センター
- 学生支援センター
- 事務局
- 研究科附属研究施設
  - 経営管理研究科
    - イノベーション研究センター

  - 経済研究所
    - 社会科学統計情報研究センター
      - 2002年の総務省統計局からの協力依頼を受け、学術研究のための政府統計ミクロデータの試行的提供活動システムを構築、全国の大学研究者に学術研究のために政府統計ミクロデータを提供している。この活動が評価され2006年に財団法人日本統計協会統計活動奨励賞、2007年に日本統計学会第3回統計活動賞を受賞した。

  - 法学研究科
    - グローバル・ロー研究センター

##### 附属図書館

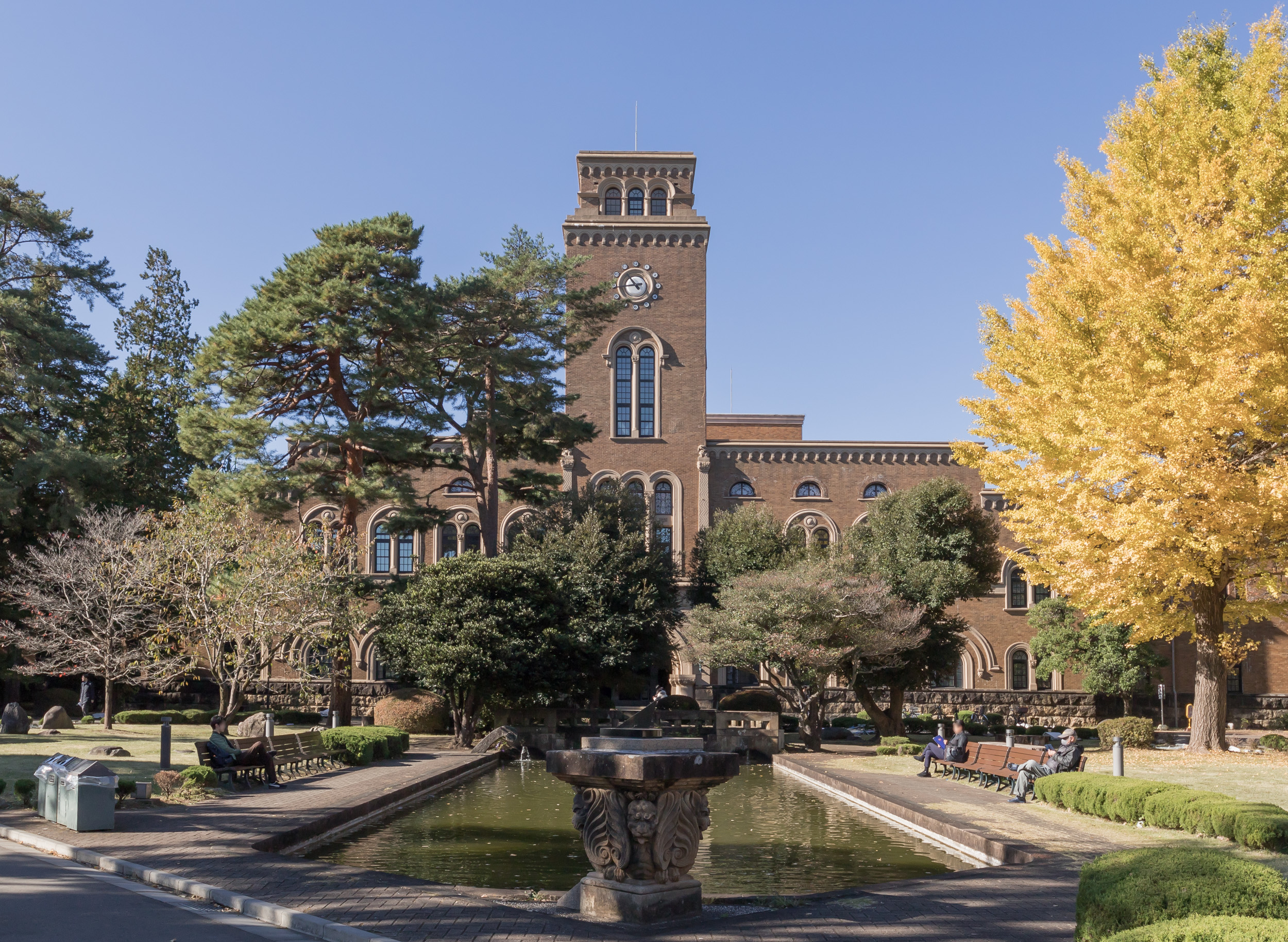
附属図書館

一橋大学附属図書館は文部科学省から人文・社会科学系外国雑誌センター館の指定を受けている。またEUからEU資料センターに指定されている。
一橋大学附属図書館の蔵書数は約175万冊。なお一橋大学では附属図書館以外にも国際企業戦略研究科図書室、経済研究所資料室、経済研究所属日本経済統計情報センター、社会科学古典資料センター、イノベーション研究センター資料室等にも図書等が所蔵されており、全学の蔵書数は約245万冊である。
一橋大学が社会科学の総合大学であるという特色から、全蔵書の5割は社会科学系である。また原則として同じ本を複数所蔵していない。したがって蔵書数という量的な面にとどまらず、質的な内容の充実度においても優位性が認められる。
一橋大学ではもともと単科大学であったことから、伝統的に中央図書館制が取られており、大学で購入された図書は基本的に中央図書館である一橋大学附属図書館に集中配置される。そのため一つの図書館である一橋大学附属図書館に蔵書約175万冊が集中的に所蔵されている。またその175万冊の図書のうち、100万冊が開架となっており、開架図書数は、他の国立大学図書館に比べ極めて多い。このように図書へのアクセス性が高いため、貸出数が多くなっている。
中国人民大学、東京外国語大学、東京科学大学、東京学芸大学、東京農工大学、電気通信大学、慶應義塾大学、早稲田大学、国際基督教大学、津田塾大学との間で、図書館の相互利用協定が締結されている。また上智大学との間で、相互貸出協定が締結されている。
一橋大学附属図書館に隣接する社会科学古典資料センターには、カール・メンガーの蔵書を集めたメンガー文庫やオットー・フォン・ギールケの蔵書を集めたギールケ文庫など各種文庫がある他、トマス・ホッブズの『リヴァイアサン』の初版（1651年）や、『百科全書』の初版（1751年）、トマス・ロバート・マルサスのサイン入り『人口論』初版（1798年）や、ジャン＝バティスト・セイの書き込みがある、マルサスの『経済学の諸定義』（1827年）といった貴重書も所蔵している。図書以外にも、ヴィクトル・ユーゴーやオノレ・ド・バルザックらの書簡、一橋大学ゆかりの経済学者である福田徳三やヨーゼフ・シュンペーターの手稿、古文書、紙幣、コイン等が所蔵されている。これらのコレクションの保存は、社会科学古典資料センターの修復工房の専門家が行っている。
一橋大学附属図書館は1998年、2002年、2003年には朝日新聞社による"大学図書館ランキング”で総合順位1位となっている。2019年度国立大学図書館協会賞受賞。

### 研究

#### 21世紀COEプログラム
21世紀COEプログラムとして、4件のプロジェクトが採択されている。
- 2003年
社会科学
知識・企業・イノベーションのダイナミクス
現代経済システムの規範的評価と社会的選択
社会科学の統計分析拠点構築
- 2004年
革新的な学術分野
ヨーロッパの革新的研究拠点

#### グローバルCOEプログラム
グローバルCOEプログラムとして、2件のプロジェクトが採択されている。
- 2008年
社会科学
日本企業のイノベーション
社会科学の高度統計・実証分析拠点構築

#### その他
文部科学省の大学国際戦略本部強化事業に採択されている。
EUインスティテュート・イン・ジャパンにて、日本の研究教育拠点校として指定されている。
この他、以下のような競争的資金の獲得がなされている。
- 文部科学省中核的研究拠点形成プログラム (COE)
  - アジア長期経済統計プロジェクト
  - 世代間利害調整プロジェクト
- 日本学術振興会アジア研究教育拠点事業
  - 東アジアにおける法の継受と創造－東アジア共通法の基盤形成に向けて
- 文部科学省世界を対象としたニーズ対応型地域研究推進事業
  - アジアのなかの中東：経済と法を中心に
- 文部科学省近未来の課題解決を目指した実証的社会科学研究推進事業
  - 高質の住宅ストックを生み出し支える社会システムの設計
  - 持続的成長を可能にする産業・金融ネットワークの設計

### 教育

#### 国際色ある教育・留学制度
文部科学省よる大学国際戦略本部強化事業への採択やEUインスティテュート・イン・ジャパンによる日本の研究教育拠点校の指定などがなされている。
留学制度としては、世界各国の40以上の大学や期間との間で協定の締結がなされ、グローバルリーダー育成海外留学制度や一橋大学海外派遣留学制度などの留学支援制度が設けられている。
グローバルリーダー育成海外留学制度では、選考を経て、ケンブリッジ大学、ハーヴァード大学、オックスフォード大学、ロンドン大学ロンドン・スクール・オブ・エコノミクスへ、資金援助を受け留学する。
一橋大学海外留学奨学金制度では、社団法人如水会や卒業生が起業した企業等からの支援を受け授業料・旅費・生活費が全額給付され毎年40名超が留学をしている。
この他英語やドイツ語の授業の一環としてスタンフォード大学の短期語学研修プログラムまたはカリフォルニア大学デービス校付属外国語学校や、ドイツ・バウハウス大学で、夏休みの期間に研修を受ける講義も開講されており、一橋基金からこの研修の経費の一部につき援助がある。短期海外研修として、北京大学、オーストラリア・モナシュ大学、スペイン・ベルへ社、韓国・西江大学校で春休みに4週間研修を受ける授業も開講されている。

#### 奨学金・授業料減免制度、学生寮
給付奨学金制度である一橋大学学業優秀学生奨学金制度は、学部在学生および卒業生を対象とし、経済状況に関わらず、成績が優秀な者に、年間96万円支給される。
このほか経済的事情で授業料を払えない場合には、授業料が免除または減額されることがある授業料免除制度等もあり、全学生の9パーセント弱が授業料を免除されている。
学生の経済的負担を軽減するための学生寮としては、国立キャンパス付近および小平国際キャンパス内に、周辺家賃相場に比し安価な学生用宿舎である国際学生宿舎（一橋寮・国際交流会館・中和寮・景明館）が大学施設として設置運営されている。また、国立キャンパスに隣接して一橋大学基督教青年会によるYMCA一橋寮がある。

#### 理科系科目等の履修
三大学連合の協定により、東京科学大学、東京外国語大学で医学、理工学、外国語学等の授業を履修、単位取得することができる他、編入学、複数学士号の取得も可能である。また多摩地区大学協定により東京農工大学、東京学芸大学等で農学、教育学等の授業を履修、単位取得することもできる。その他お茶の水女子大学などとの単位互換制度も存在する。

#### 5年一貫教育制度
商学部・商学研究科、経済学部・経済学研究科、法学部・法学研究科、社会学部・社会学研究科には、学士・修士一貫教育により、学部入学から5年間で大学院まで修了できる5年一貫教育プログラムがある。

#### 主な競争的資金の獲得状況
- 現代的教育ニーズ取組支援プログラム
  - 同窓会と連携する先駆的キャリア教育モデル
- 特色ある大学教育支援プログラム
  - 人間環境キーステーションとまちづくり授業
- 大学教育の国際化推進プログラム
  - 一橋大学長期海外留学プログラム
  - 日英文章力開発クラス設置と上級TAの養成
  - 日本法国際化のための共同研究の推進（3件）
- 「魅力ある大学院教育」イニシアティブ
  - 日欧交信型法学研究者養成プログラム
  - 社会科学の先端的研究者養成プログラム
- 大学院教育改革支援プログラム
  - 文系修士課程における金融工学教育モデル
  - ディベート教育による新時代のリーダー育成
  - キャリアデザインの場としての大学院
- 法科大学院等専門職大学院教育推進プログラム
  - 科目横断的法曹倫理教育の開発プロジェクト
  - 実務基礎教育の在り方に関する調査研究
  - 日本発ビジネス・ケースの作成と配信
  - 日本発のケースによる高度専門職業人の養成

## 学生生活

### 学園祭

#### KODAIRA祭
KODAIRA祭（コダイラサイ）は国立キャンパス東地区で毎年6月に開かれる、新入生のための大学祭。一橋大学の学部1年生と2年生で組織される、KODAIRA祭実行委員会により運営・実行されている。もともとは小平キャンパスにて「小平祭」として開催されていたが、一橋大学小平分校（教養課程）の廃止に伴い、国立キャンパスでの開催となり、名称も「KODAIRA祭」へと変わった。略称はKODA祭（コダサイ）。
2008年の第12回は、4月に国際学生宿舎一橋寮で新歓イベントに参加していた新入生男子（未成年）が飲酒により死亡した事故を受けて延期され、7月に開催された。
2020年は新型コロナウイルス感染症の感染拡大のため第24回KODAIRA祭が開催中止となり、戦時下以来の中止となった。翌2021年に第24回をオンライン開催、2022年に第25回をハイブリッド開催している。2023年の第26回以降は通常どおり実地開催。

##### 最近のテーマ
KODAIRA祭では学園祭のテーマと装飾テーマが分かれている年もある。
- 26回（2023年）Renaissance
- 25回（2022年）彩(装飾テーマは「レトロ」）
- 24回（2021年）KODAIラグーン
- 23回（2019年）タイムトラベル
- 22回（2018年）American pop
- 21回（2017年） SHOW TIME
- 20回（2016年） Autobiography（自叙伝）（装飾テーマは「雅」）
- 19回（2015年） Nature
- 18回（2014年） Carnival
- 17回（2013年） Adventure
- 16回（2012年） magic
- 15回（2011年） 海
- 14回（2010年） KODAmusement
- 13回（2009年） 1=1005/1005（装飾テーマは「ファンタジー」）
- 12回（2008年） WA～和・輪・環～(装飾テーマは「和」）
- 11回（2007年） -
- 10回（2006年） 森のサーカス
- 9回（2005年） 日常から次の日常へ
- 8回（2004年） -
- 7回（2003年） ONE

#### 一橋祭（いっきょうさい）
一橋祭は毎年11月に開催されている一橋大学の全学祭。学内向けイベントや一橋大学OB向けの企画の他に一般市民向けのイベントも開催される。

### スポーツ
- 硬式野球部は東京商科大学時代から東都大学野球連盟に加盟している。東京商科大学の加盟が五大学野球連盟から現在の名称である東都大学野球連盟へと改称するきっかけとなった。
- ラグビー部は関東大学ラグビー対抗戦Bグループに所属している。
- 男子ラクロス部は、2009年に関東一部リーグで優勝を収めるなど大学ラクロス屈指の強豪として知られている。2018年現在は一部リーグに所属している。
- 一橋大学クリムゾンは、アメリカンフットボール部の愛称であり、関東学生アメリカンフットボール連盟に加盟している。2018年現在は二部リーグBブロックに所属している。
- 端艇部（ボート部）は、1885年の創部以降「校技」[40] として親しまれてきた本学を代表する部活動であり、2013年以降全日本大学選手権大会の男子エイトで準優勝が三度、男子舵手無しペアで優勝が三度など、近年は大学ボート屈指の強豪校に成長した。卒業生には2016年のリオ五輪ボート競技代表の中野紘志がいる。

#### 商東戦（東商戦）
東京大学との対抗戦は、一橋大学の前身である東京商科大学時代から続いており、端艇部（ボート部）、陸上競技部、ゴルフ部、ホッケー部など様々な運動部で開催されている。両大学では東京大学の「東」と一橋大学の旧称である東京商科大学の「商」を取って、商東戦（東商戦）と呼ぶ。また、単に相手校の名を冠して東大戦（東大側では商大戦・一橋戦）と呼ぶこともある。特に端艇部（ボート部）の「東京大学一橋大学対校競漕大会」（東商レガッタ）は、2018年に第70回目を迎えた歴史ある対校戦であり、近年では2009年から2021年まで（2020年の中止を挟んで）一橋大学が12連勝ののち、2022年は東大の勝利となった。

## 大学関係者と組織

### 大学関係者組織
一橋大学の同窓組織は一般社団法人如水会といい、文部科学省所管の公益法人となっていた。もともとは東京高等商業学校同窓会であったが、1909年に発生した申酉事件を契機に同窓組織の強化が唱えられ、1914年に母校防衛を基本理念とする如水会として改組された。国立大としてはめずらしく同窓組織が強い影響力をもつ大学である。如水会館は如水会のクラブ会館として建設された建物で、運営は東京會舘が行っているものの土地建物は如水会の所有となっている。
- 公益財団法人一橋大学後援会は文部科学省所管特定公益増進法人で、如水会を母体に一橋大学と在学生及び、教職員への財政支援を行うための組織となっている。
- 一般社団法人一橋大学コラボレーション・センターは研究の受託、共同研究の実施などを行っている。

## 施設

### キャンパス

#### 国立キャンパス
- 使用学部：全学部
- 使用研究科：経営管理研究科を除く全研究科
- 使用附属施設：Stub
- 敷地面積：314,494 ㎡
- 最寄り駅：JR東日本中央線国立駅

国立キャンパスは大学通りを境に西地区と東地区に分かれている。

##### 西地区
- 西守衛所
- 車庫
- 法人本部棟
- 別館
- 保健管理センター
- 職員集会所
- 兼松講堂
- 本館
- 第1講義棟
- 第2講義棟
- 附属図書館
- 社会科学古典資料センター
- 経済研究所
- 社会科学統計情報研究センター
- 第1研究館
- 西プラザ
- お湯飲み場
- 磯野研究館
1963年にキリンビール創業者である磯野長蔵によって寄贈された。
- 第2研究館
- イノベーション研究センター
- 総合情報処理センター
- 情報教育棟
- 国際交流会館
- 佐野書院
1929年に初代学長である佐野善作が寄贈した。1994年社団法人如水会の資金援助を得て改築。
- 課外活動共用施設
- 合宿所

##### 東地区
- 東守衛所
- 東本館
- 東1号館
- 大学教育研究開発センター
- 東2号館
- 東プラザ
- 体育館・武道場
- 国際研究館
- 第3研究館
- マーキュリータワー
- 如水ゲストハウス
1992年社団法人如水会寄贈。

##### 文化財
国立キャンパスには古い建物が多く、以下の建物が国登録有形文化財となっている。
- 兼松講堂

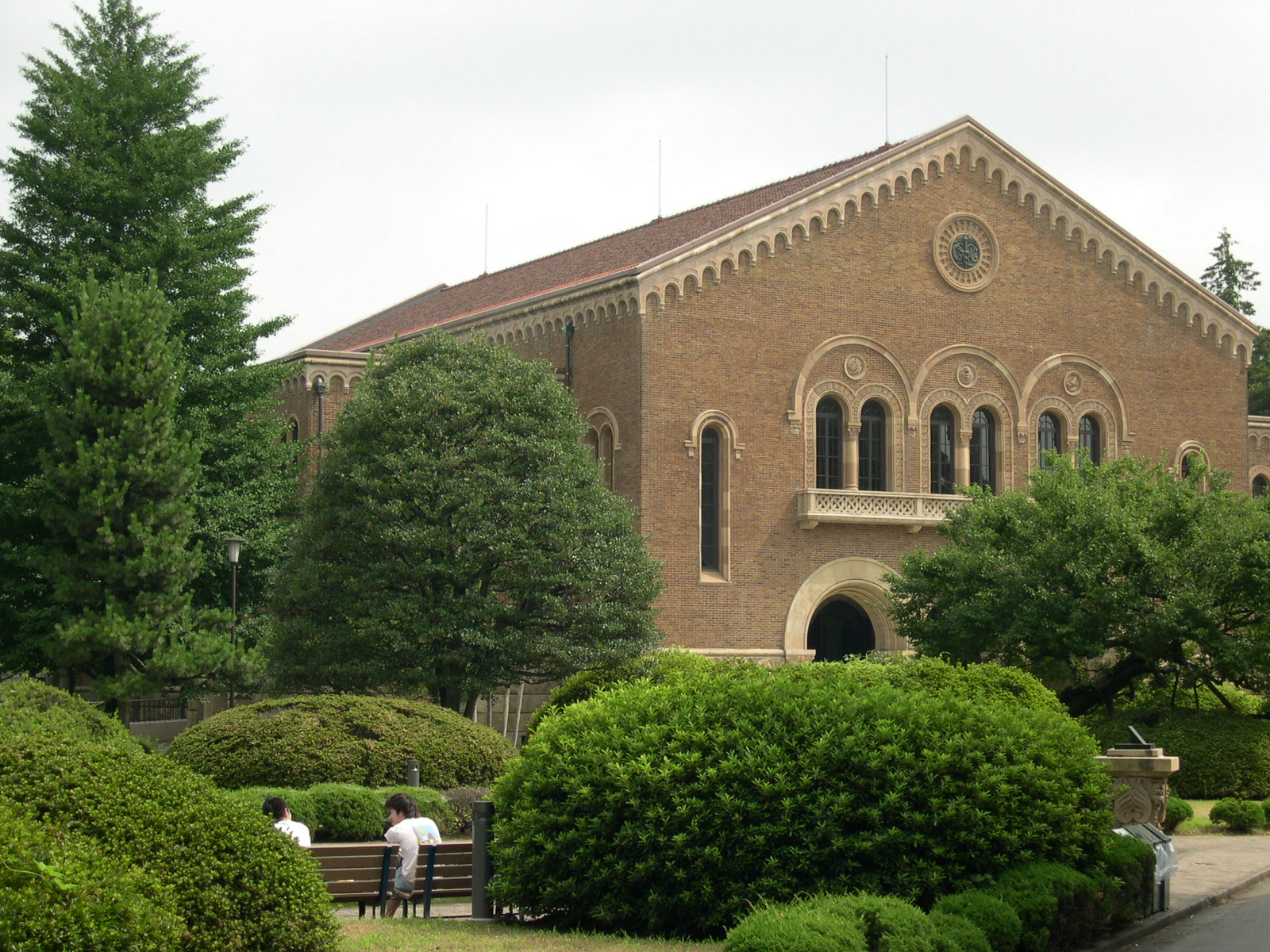
兼松講堂（国立キャンパス西地区）

  - 1927年完成、伊東忠太設計、ロマネスク様式、鉄筋コンクリート造2階建[41]
- 旧門衛所
  - 1931年完成、木造平屋建、瓦葺[42]

- 東本館

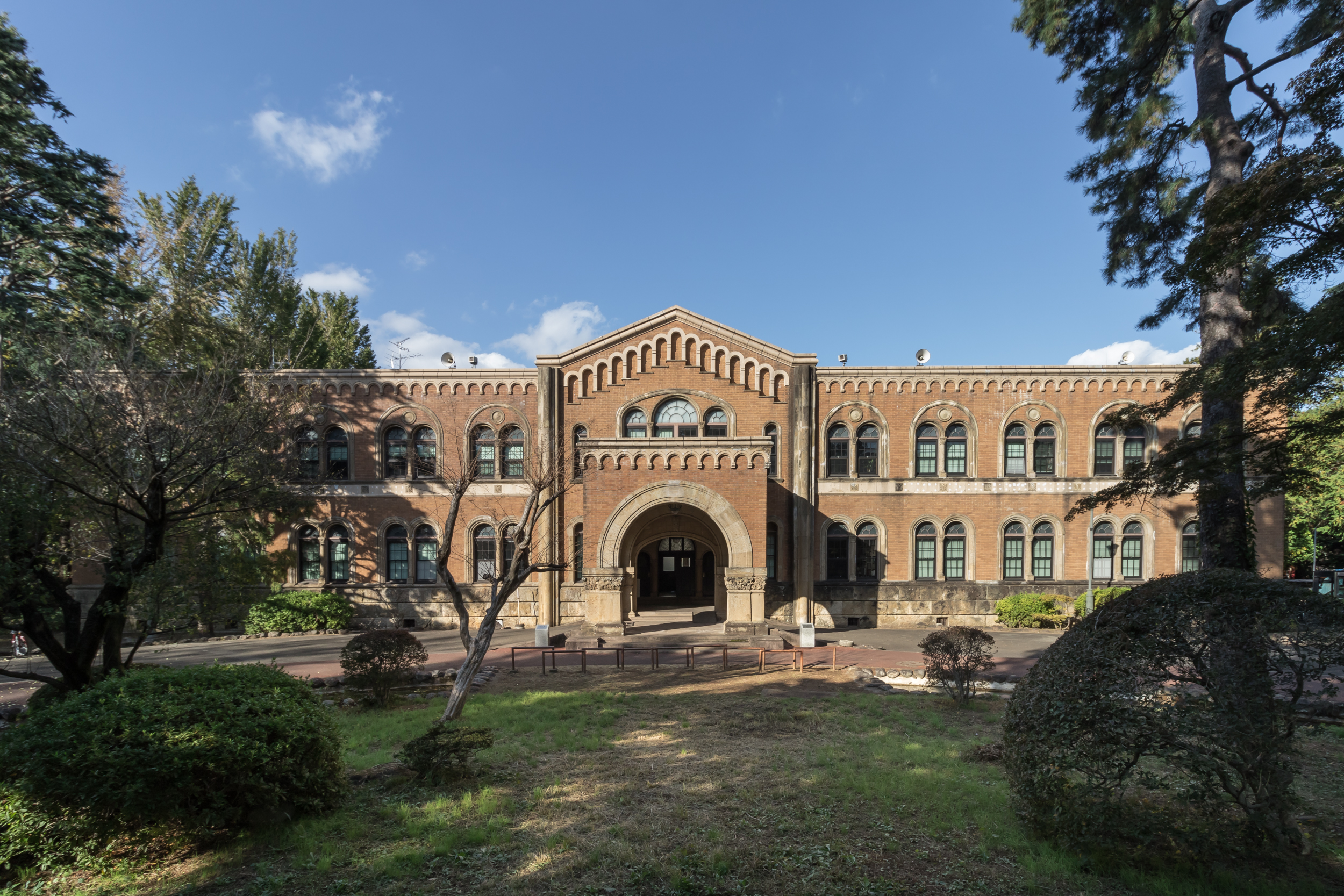
東本館（国登録有形文化財）

  - 1929年完成、文部省建築課設計、ロマネスク様式、鉄筋コンクリート造2階建[43]

##### 講堂
兼松講堂は1927年に兼松により寄贈された。国登録有形文化財である。
1982年に日本建築学会により、建築学的に貴重な建物2000棟を集めた『日本近代建築総覧』に掲載された。1990年には東京都により都市景観上重要な歴史的建造物150棟の一つに選定され、建造物の保存への配慮要請を受けた。2005年に改修されロングライフビル推進協会BELCA賞ベストリフォーム部門表彰を受けた。
音響に優れており、クラシック音楽のコンサートに利用されることも多い。これまで、チェコ・フィルハーモニー管弦楽団（ウラディーミル・アシュケナージ指揮）のコンサートや、ウィーン・フィルハーモニー管弦楽団・ベルリン・フィルハーモニー管弦楽団の首席奏者を招いてのコンサート、ラドゥ・ルプーのコンサートなどが開催されたことがある。
2007年には東京フィルハーモニー交響楽団の首席奏者18人らが中心となり兼松講堂を拠点とするオーケストラ「国立シンフォニカー」が結成された。同オーケストラは2011年に東北大学百周年記念会館で、東日本大震災復興支援チャリティーコンサートイン仙台を、一橋大学、東北大学、河北新報社との共催で開催した。

##### その他
国立キャンパスは、アカマツを中心とした武蔵野の森を残している。2006年には、「国立キャンパス100年の森プロジェクト」が文部科学省全国国立大学施設管理運営に関する先進事例11例に選ばれた 他、国立キャンパス西地区中央の庭園計画が評価され、緑のデザイン賞・国土交通大臣賞を受賞、資金助成を受けた。
映画『男はつらいよ 寅次郎夢枕』、『容疑者Xの献身』、『LIAR GAME』、ドラマ『CONTROL〜犯罪心理捜査〜』、『ヴォイス〜命なき者の声〜』、『ガリレオ』、『下流の宴』、『エジソンの母』、『南極大陸』、『花子とアン』、『梅ちゃん先生』、『学校のカイダン』などの撮影ロケ地や、アニメ『おおかみこどもの雨と雪』や『NEW GAME!』の大学のモデル、『Charlotte』の高校のモデルなどとして使用されたことがある。

#### 千代田キャンパス
- 使用学部：商学部の一部

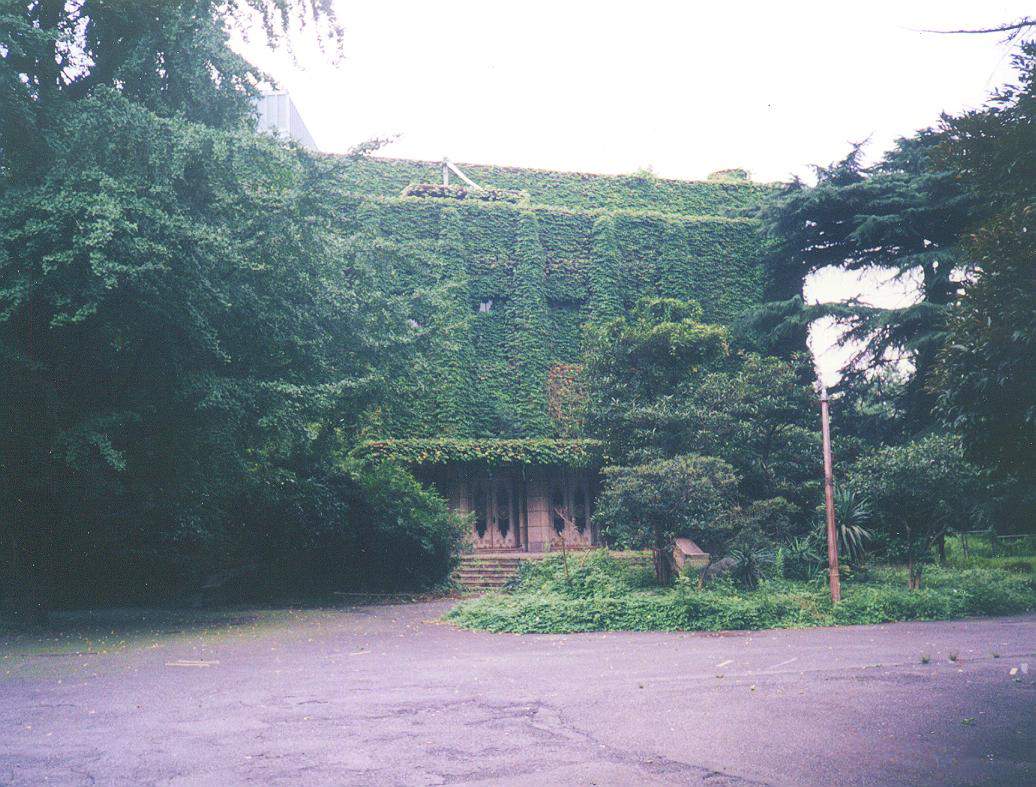
旧一橋講堂

- 使用研究科：経営管理研究科、法学研究科の一部
- 使用附属施設：一橋講堂
- 最寄り駅：東京メトロ東西線竹橋駅

学術総合センタービルを指す。2012年5月に一橋記念講堂（現：一橋講堂、1932年竣工）の運営が独立行政法人国立大学財務・経営センターから移管されたのに合わせて、神田キャンパスから名称変更した。国立情報学研究所が入居していることから学術総合センタービル自体は同研究所の所有と見られることが多いが、実際には一橋大学の所有である。一橋講堂の跡地にあるため、講堂は現在センタービル内（1・2階）に同居している。

#### 小平国際キャンパス
- 使用学部：なし
- 使用研究科：なし

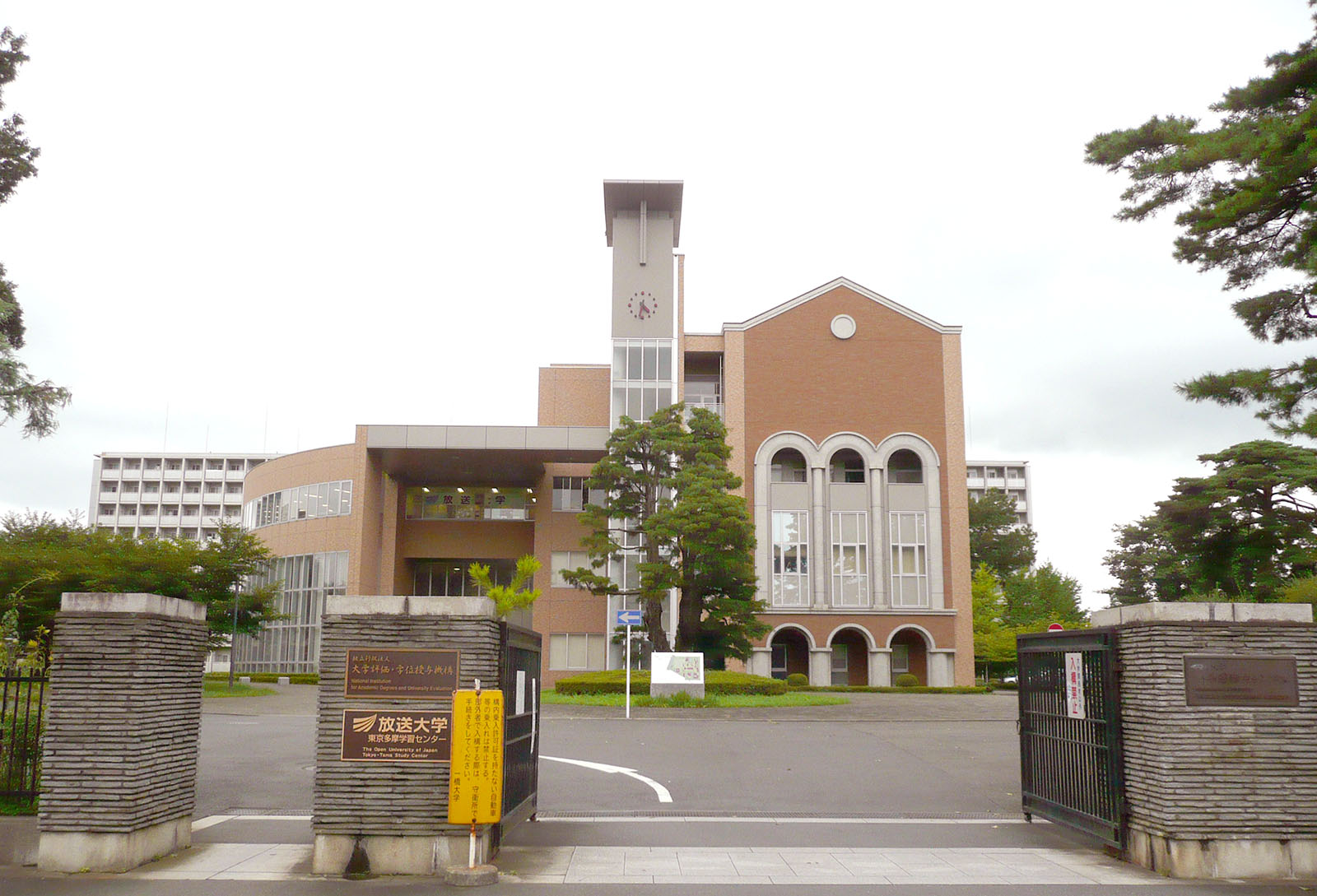
小平国際キャンパス（2011年8月）

- 使用附属施設：国際共同研究センター、小平図書収蔵庫、体育館、プール、国際学生宿舎（一橋寮（単身棟）、A棟（単身棟）、B棟（単身棟）、C棟（単身棟）、D棟（夫婦・家族棟）、E棟（単身棟）、国際交流プラザ、小平国際ゲストハウス）[56]
- 敷地面積：90,625 ㎡
- 最寄り駅：西武多摩湖線一橋学園駅
- 放送大学東京多摩学習センターおよび独立行政法人大学改革支援・学位授与機構が小平国際キャンパス内に設置されている。

かつての東京商科大学予科およびその後の一橋大学小平分校（教養課程）が設置されていたキャンパス。1996年春に小平分校が廃止され、その後1年間一部の授業が行われた後、一旦閉鎖されたものの申酉事件を想起する如水会員からの懸念表明もあり、国際交流を主体とした施設を置くキャンパスとして再度開設された。

#### サテライトキャンパス
- 丸の内産学連携センター（東京都千代田区丸の内 丸の内ビルディング10F）

#### 海外事務所
- 北京事務所
2004年に中国企業連合会の協力を得て中華人民共和国北京市に設立された。

#### 学外研修施設
- 相模湖合宿所（神奈川県相模原市）
宿泊施設。相模湖を眼下に見渡せる丘の上にある。
- 戸田艇庫（埼玉県戸田市）
ボート部の合宿施設。付近に戸田漕艇場がある。
- 仙石寮（神奈川県足柄下郡箱根町）
教員の学外研究室。付近は温泉地帯として有名な地域であり、寮内の風呂も源泉からの温泉が引かれている。

#### 廃止・閉鎖された施設
- 妙高町田山寮（新潟県妙高市）
宿泊施設。妙高山山麓の妙高高原に所在した。付近は紅葉、スキー、温泉で有名で、施設内にも温泉が引き込まれていた。町田實秀名誉教授による寄贈。施設の老朽化などにより2011年9月30日をもって閉寮。

## 対外関係

### 地方自治体との協定
- 広島県との包括連携協定
- 国立市との社会連携に関する協定
- 小平市大学連携協議会
  - 小平市
  - 嘉悦大学
  - 白梅学園大学・白梅学園短期大学
  - 津田塾大学
  - 文化学園大学
  - 武蔵野美術大学

### 他大学との協定
- 三大学連合
  - 東京外国語大学
  - 東京科学大学
- 旧三商大教育交流協定
  - 神戸大学
  - 大阪公立大学
- SIGMA（Societal Impact & Global Management Alliance）[57]
  - スイス・ザンクトガレン大学
  - オーストリア・ウィーン経済大学
  - フランス・パリ第9大学
  - スペイン・ESADE
  - デンマーク・コペンハーゲン経済大学
  - 中国人民大学
  - シンガポールマネージメント大学
  - ブラジル・ファンダサウン・ゲットゥーリオ・ヴァルガス大学
- BESTビジネス・スクール提携協定
  - 北京大学光華管理学院
  - ソウル大学校経営学部・経営専門大学院
- ダブル・ディグリー・プログラム
  - 北京大学光華管理学院
  - 中国人民大学法学院・商学院
  - 国立台湾大学法律学院
  - ソウル大学校経営専門大学院
  - インド経営大学院バンガロール校
  - イェール大学経営大学院
  - ルーヴェン・カトリック大学人文学部・社会科学部
- 文部科学省の大学等における価値創造人材育成拠点の形成事業[58]
  - 東京科学大学
  - 多摩美術大学
- 文部科学省博士課程教育リーディングプログラム
  - 東京科学大学グローバルリーダー教育院
- 多摩地区大学協定
  - 東京学芸大学
  - 東京農工大学
  - 電気通信大学
  - 東京外国語大学
  - 津田塾大学
- EU Studies Institute in Tokyo
  - 慶應義塾大学
  - 津田塾大学
- EUコンソーシアム
  - 国際基督教大学
  - 東京外国語大学
  - 津田塾大学
- 包括連携協定
  - 国立研究開発法人産業技術総合研究所
- 連携大学院プログラム
  - 国立国語研究所
- 単位互換制度
  - 東京外国語大学
  - 東京科学大学
  - 電気通信大学
  - 東京学芸大学
  - 東京農工大学
  - お茶の水女子大学
  - 津田塾大学
  - 国際基督教大学
- 図書館相互利用協定
  - 東京外国語大学
  - 東京科学大学
  - 電気通信大学
  - 東京学芸大学
  - 東京農工大学
  - 慶應義塾大学
  - 早稲田大学
  - 国際基督教大学
  - 津田塾大学
  - 中国人民大学
- 図書館相互貸借協定
  - 独立行政法人日本貿易振興機構アジア経済研究所図書館
  - 上智大学

#### 海外協定機関[59]
- 国際連合
  - 国際連合大学
  - 国際連合開発計画
- 欧州連合
  - 欧州大学院 (EUI)
- 中国
  - 中国社会科学院
  - 吉林大学
  - 清華大学
  - 北京大学
  - 中国人民大学
  - 中国政法大学
  - 中央民族大学
  - 北京師範大学
  - 浙江大学
  - 武漢大学
  - 南開大学
  - 南京大学
  - 対外経済貿易大学
  - 上海財経大学
  - 上海大学文学院
  - 華東師範大学中国語言文学系
  - 中山大学
  - 復旦大学
  - 東北財経大学
  - 四川大学
  - 重慶大学人文社会科学高等研究院
- 香港
  - 香港大学
  - 香港中文大学
- 台湾
  - 国立台湾大学
  - 国立台北大学
  - 国立政治大学
  - 国立中興大学法政学院
  - 東呉大学外国語文学院
- 韓国
  - ソウル大学校
  - 延世大学校
  - 高麗大学校
  - 西江大学校
  - 成均館大学校
  - 釜山大学校法科大学
  - 梨花女子大学
- ベトナム
  - ハノイ貿易大学
- タイ
  - チュラーロンコーン大学商学・会計学院
  - タンマサート大学
  - 国立行政開発大学院大学 (NIDA)
- マレーシア
  - マラヤ大学
- シンガポール
  - シンガポール国立大学リー・クアンユー公共政策大学院
  - シンガポール経営大学
- フィリピン
  - フィリピン大学ディリマン校
  - アテネオ・デ・マニラ大学
- インドネシア
  - インドネシア共和国財務省
  - インドネシア大学
- バングラデシュ
  - ダッカ大学
- インド
  - インド経営大学院バンガロール校
  - 経済成長研究所
  - 国立財政・政策研究所
- スリランカ
  - コロンボ大学学芸学部
- イギリス
  - オックスフォード大学セント・アントニーズ・カレッジ
  - オックスフォード大学戦争の変容センター（CCW）
  - ケンブリッジ大学アジア・中東研究学部
  - ロンドン・スクール・オブ・エコノミクス
  - ロンドン大学ユニヴァーシティ・カレッジ・ロンドン
  - ロンドン大学ロンドン・ビジネス・スクール
  - ロンドン大学東洋アフリカ研究学院
  - キングス・カレッジ・ロンドン経営・ビジネス学部
  - バーミンガム大学
  - シェフィールド大学
  - ヨーク大学
  - エセックス大学
  - ウォーリック大学ウォーリック・ビジネス・スクール
  - ランカスター大学マネジメント・スクール
  - ブリストル大学
  - マンチェスター大学人文学部
  - グラスゴー大学
  - ニューカッスル大学
- スペイン
  - バルセロナ自治大学
  - マドリード・コンプルテンセ大学
  - IE大学
  - ESADE
  - ESADEロー・スクール
  - ポンペウ・ファブラ大学
- イタリア
  - トレント大学
  - ボッコーニ大学
  - ルイス大学
- オランダ
  - エラスムス大学経済学院
  - フローニンゲン大学
  - マーストリヒト大学人文社会科学院
- ベルギー
  - ゲント大学
  - ルーヴェン・カトリック大学経済・経営学部/社会科学部/人文学部
  - ブリュッセル自由大学ソルヴェイ経済経営学院
  - アントウェルペン大学応用経済学部
- フランス
  - HEC経営大学院
  - パリ政治学院
  - 社会科学高等研究院
  - パリ第1大学
  - パリ第9大学
  - ポワティエ大学
  - トゥールーズ第1キャピトル大学
  - エセック・ビジネススクール
  - コンピエーニュ工科大学
- ドイツ
  - ベルリン大学
  - マンハイム大学
  - オスナブリュック大学
  - アウクスブルク大学
  - ケルン大学
  - ハイデルベルク大学
  - ミュンヘン大学
  - フランクフルト大学法学部
  - ドイツ国立経済学図書館 (ZBW) ライプニッツ経済学情報センター
- オーストリア
  - ウィーン大学
  - ウィーン経済大学
- スイス
  - ザンクトガレン大学
  - ローザンヌ大学経済経営学院
- ノルウェー
  - オスロ国際平和研究所
  - スタヴァンゲル大学UiSビジネススクール
- デンマーク
  - オーフス大学商学・社会科学院
  - コペンハーゲン経済大学
- スウェーデン
  - ルンド大学経済・経営学部
  - ストックホルム商科大学
- フィンランド
  - アールト大学経済学部
- ロシア
  - モスクワ大学
  - ロシア国立研究大学経済高等学院
  - ロシア科学アカデミー中央数理経済研究所
- ハンガリー
  - ハンガリー科学アカデミー
  - 中央ヨーロッパ大学ビジネススクール
- ポーランド
  - 国際文化研究所 (ICC)
- カナダ
  - マギル大学
  - ブリティッシュコロンビア大学
  - ヨーク大学
- アメリカ合衆国
  - マサチューセッツ工科大学スローン経営大学院
  - バブソン大学
  - コロンビア大学コロンビア・ロー・スクール
  - ペンシルベニア大学教養学部
  - ペンシルベニア大学ウォートン・スクール
  - バージニア大学
  - ヴァージニア大学ダーデン経営大学院
  - サウスカロライナ大学ダーラ・ムーア・スクール・オブ・ビジネス
  - ミシガン大学教養学部
  - シカゴ大学
  - ノースウェスタン大学ケロッグ経営大学院
  - ミネソタ大学
  - ライス大学
  - オレゴン大学
  - カリフォルニア大学
  - カリフォルニア大学バークレー校ハース・ビジネススクール
  - カリフォルニア大学ヘイスティングス・ロー・スクール
  - UCLAアンダーソン・スクール・ オブ・マネージメント
  - クレアモント・カレッジズドラッカー経営大学院
  - イェール大学経営大学院
  - ハワイ大学経営学部
  - ハワイ大学マノア校
  - テュレーン大学フリーマン・ビジネススクール
  - ワシントン大学経済学部
- コスタリカ
  - INCAEビジネススクール
- メキシコ
  - メキシコ大学院大学
- ブラジル
  - サンパウロ大学法学部
- オーストラリア
  - オーストラリア国立大学
  - モナシュ大学
  - メルボルン大学
  - ニューサウスウェールズ大学
  - クイーンズランド大学
- ニュージーランド
  - オークランド大学
- アラブ首長国連邦
  - 高等技術大学 (HCT)
- トルコ
  - アンカラ大学
  - コチ大学ビジネススクール
- エジプト
  - カイロ・アメリカン大学
  - エジプト中央国家動員統計庁
- ヨルダン
  - ヨルダン統計局
- ウガンダ
  - マケレレ大学
- タンザニア
  - ダルエスサラーム大学芸術・社会科学部

- この他、選考を経て、アメリカ合衆国のハーヴァード大学や、イギリスのケンブリッジ大学、オックスフォード大学、ロンドン大学ロンドン・スクール・オブ・エコノミクスへ、資金援助を受け留学するグローバルリーダー育成海外留学制度なども設けられている[32]。

### 企業等との協定
- 一橋大学経済学研究科帝国データバンク企業・経済高度実証研究センター[60][61]
- Berkeley Research Groupとの戦略的コラボレーション[62]
- 大和総研との教育・研究等に係る包括連携
- 国際協力銀行との協力協定
- 独立行政法人国際協力機構との連携協定
- 独立行政法人統計センターとの連携協力協定
- 独立行政法人経済産業研究所との研究交流[63]
- NPO法人くにたち富士見台人間環境キーステーション

## 社会との関わり

### 申酉事件
申酉事件（しんゆう じけん）とは、文部省が東京高等商業学校の専攻科を廃止して東京帝国大学へ統合する省令を発令したことに対する東京高等商業学校側の反対運動を総じて指し示す際に使われる言葉である。申年の1908年から酉年の1909年にかけての事件なので、これを「申酉事件」という。
1900年頃、東京高等商業学校は、渋沢栄一を中心に帝国大学とは別に商科大学という制度を設け、東京高等商業学校の専攻科を商科大学へ昇格させるように陳情活動を実施していた。これに対して、当時の文部省は「大学は帝国大学のみでよい」という考えをもっており、1907年に商科大学という制度を設けることにしたものの帝国大学の分科大学として設置する考えを改めなかった。1909年5月6日には東京高等商業学校専攻科を東京帝国大学法科大学の商科として東京帝国大学へ移管、同専攻科を廃止する省令を発令した。
この文部省令に対して、東京高等商業学校に在学していた約1500人の全生徒および同窓会が猛反発、臨時学生大会において総退学を決議し、抗議の姿勢を表した。
東京高等商業学校側の姿勢に対しては当時の財界人の支持があり、新聞各紙の論調も東京高等商業学校に同情的であった。この結果、文部省側が折れ、先の省令を撤回することとなり、1912年には東京高等商業学校専攻科を存続させる文部省令が発令され、東京高等商業学校はそのまま残存することとなった。
この事件は東京高等商業学校のみならず、官立高等実業学校や高等師範学校、そして私立学校の多くが大学への昇格を求めるきっかけとなった。その後1919年に大学令が制定され、官立の高等師範学校や有力高等実業学校の専攻科（研究科）、私立の旧制専門学校が旧制大学へ昇格する端緒となった。

## 司法試験合格率
一橋大学法科大学院は、司法試験合格率81.50%、全法科大学院中、第1位（平成17年-平成29年）。
令和2年度司法試験では、合格率70.59%、令和3年度司法試験では、合格率58.18%、それぞれ、全法科大学院中で第2位となった。直近の令和4年度司法試験では、合格率60.0%、全法科大学院中で第3位となった。

## 企業からの評価

### 人事担当者からの評価
- 2021年日本経済新聞社と日経HRが実施した、「企業の人事担当者からみたイメージ調査」[70]（全上場企業と一部有力未上場企業4,850社の人事担当者を対象に、2019年4月から2021年3月までの間に採用した学生から見た大学のイメージなどを聞いた調査）において、一橋大学は、「全国総合」で788大学[71]中、第9位[70]にランキングされた。
- 2022年日本経済新聞社と日経HRが実施した、「人事が見る大学イメージ調査」[72]（2022年2月時点の全ての上場企業と一部有力未上場企業の人事担当者を対象に、採用した学生から見た大学のイメージなどを聞いた調査）において、一橋大学は、「関東・甲信越」で第2位[70]にランキングされた[73]。

### 出世力
- ダイヤモンド社の2006年年9月23日発行のビジネス誌『週刊ダイヤモンド』94巻36号（通巻4147号）「出世できる大学」と題された特集の出世力ランキング（日本の全上場企業3,800社余の代表取締役を全調査[74][75][76]）で、一橋大学は、2006年時点で存在する744大学[77]中、第2位にランキングされた[78]。

- 『週刊エコノミスト』（2010年8月31日号）に掲載された、「卒業生数の割に役員・管理職の人数が多い度合い」で、一橋大学は、2010年時点で存在する全国の778大学[79]中、第1位にランキングされた[80]。